# Ceradenia dendrodoxa
Ceradenia dendrodoxa är en stensöteväxtart som beskrevs av Luther Earl Bishop. Ceradenia dendrodoxa ingår i släktet Ceradenia och familjen Polypodiaceae. Inga underarter finns listade.